# Liste der Kulturdenkmäler in Rinnthal
In der Liste der Kulturdenkmäler in Rinnthal sind alle Kulturdenkmäler der rheinland-pfälzischen Ortsgemeinde Rinnthal aufgeführt. Grundlage ist die Denkmalliste des Landes Rheinland-Pfalz (Stand: 14. August 2023).

## Denkmalzonen
| Bezeichnung          | Lage                             | Baujahr                 | Beschreibung | Bild                           |
| -------------------- | -------------------------------- | ----------------------- | --- | ------------------------------ |
| Denkmalzone Ortskern | Hauptstraße 26–50 und 37–49 Lage | 18. und 19. Jahrhundert | ein- bis zweigeschossige Bebauung des 18. und 19. Jahrhunderts, auf der Nordseite zurückversetzte Traufzeilen, darunter Fachwerkhäuser; in der Mitte Kirche mit Schule | weitere Bilder Fotos hochladen |

## Einzeldenkmäler
| Bezeichnung                 | Lage                                 | Baujahr                            | Beschreibung | Bild                           |
| --------------------------- | ------------------------------------ | ---------------------------------- | --- | ------------------------------ |
| Protestantisches Pfarrhaus  | Hauptstraße 16 Lage                  | 1838/39                            | spätklassizistischer Walmdachbau, 1838/39 | weitere Bilder Fotos hochladen |
| Forsthaus                   | Hauptstraße 28 Lage                  | Ende des 18. Jahrhunderts          | ehemaliges Forsthaus (?); spätbarocker abgewalmter Mansarddachbau, teilweise Fachwerk, Unterstall/Hochkeller, Ende des 18. Jahrhunderts                                                                          | weitere Bilder Fotos hochladen |
| Schulhaus                   | Hauptstraße 32 Lage                  | erste Hälfte des 19. Jahrhunderts  | ehemalige Schule; klassizistischer Krüppelwalmdachbau, erste Hälfte des 19. Jahrhunderts; Friedenslinde 1870/71 (zwischenzeitlich gefällt: Bild)                                                                 | weitere Bilder Fotos hochladen |
| Kriegerdenkmal              | Hauptstraße, vor Nr. 32 Lage         | um 1930                            | Kriegerdenkmal 1914/18; Liegefigur auf Sockel, um 1930 | weitere Bilder Fotos hochladen |
| Protestantische Pfarrkirche | Hauptstraße 34 Lage                  | 1831–34                            | klassizistischer Saalbau, tempelartige Vorhalle, 1831–34, Bauschaffner Flörchinger, Landau, nach durch Baukunstausschuss München sowie Leo von Klenze und Daniel Ohlmüller (Fassadenentwurf) überarbeitetem Plan | weitere Bilder Fotos hochladen |
| Wohnhaus                    | Hauptstraße 36 Lage                  | 1785                               | barockes Fachwerkhaus, teilweise massiv, 1785; zugehörig Schmiede | weitere Bilder Fotos hochladen |
| Wohnhaus                    | Hauptstraße 45 Lage                  | zweite Hälfte des 18. Jahrhunderts | spätbarockes Fachwerkhaus, teilweise massiv oder verputzt, Krüppelwalmdach, zweite Hälfte des 18. Jahrhunderts                                                                                                   | weitere Bilder Fotos hochladen |
| Wohnhaus                    | Hauptstraße 49, Bahnhofstraße 2 Lage | 18. Jahrhundert                    | Fachwerk-Doppelwohnhaus, teilweise massiv, abgewalmtes Mansarddach, im Kern wohl aus dem 18. Jahrhundert | weitere Bilder Fotos hochladen |